# Józef Zajkowski
Józef Zajkowski (ur. 16 marca 1924 w Pszczółczynie, zm. 8 maja 2014 w Białymstoku) – polski nauczyciel, poseł na Sejm PRL V kadencji.

## Życiorys
Syn Teofila i Stefanii. Uzyskał wykształcenie średnie w Studium Nauczycielskim. Był kierownikiem szkoły podstawowej w Bruszewie. W 1969 uzyskał mandat posła na Sejm PRL w okręgu Łomża, zasiadał w Komisji Oświaty i Nauki.
Został pochowany na cmentarzu św. Rocha w Białymstoku.

## Odznaczenia
- Złoty Krzyż Zasługi
- Odznaka 1000-lecia Państwa Polskiego
- Medal za Długoletnie Pożycie Małżeńskie (1997)[3]